# 柯達岡南鰍
柯達岡南鰍（學名：Schistura kodaguensis）為輻鰭魚綱鯉形目條鰍科南鰍屬的其中一種。被IUCN列為易危保育類動物，分布於亞洲印度西高止山考未立河流域，體長可達3.6公分，棲息在水淺且流速快的河川底層水域，生活習性不明。

## 扩展阅读
維基物種上的相關：柯達岡南鰍